# 巴特包勒德改组内阁
巴特包勒德改组内阁是2012年1月至8月之间蒙古国的内阁。

## 沿革
2011年12月，蒙古国新选举法获通过。2012年1月5日，民主党主席、政府第一副总理诺罗布·阿勒坦呼亚格在每周的例行新闻发布会上宣布，民主党决定退出和蒙古人民党共同组成的联合政府。但该决定尚需得到民主党权力机构的批准。蒙古国总理、蒙古人民党主席苏赫巴托尔·巴特包勒德对民主党提前退出联合政府“深表遗憾”。2012年1月11日，在阿勒坦呼亚格的主持下，民主党协商委员会会议决定退出同蒙古人民党共同组成的联合政府，并准备独立参加于2012年6月举行的蒙古国家大呼拉尔选举以及地方选举。
民主党退出联合政府后，联合政府中的6位民主党成员所遗空缺由蒙古人民党派员补充，本届政府继续执政至2012年6月大选后。
2012年1月16日，民主党提出了修改地方选举法的议案。2012年1月17日，蒙古国总理苏赫巴托尔·巴特包勒德提名6名蒙古人民党党员为内阁成员，以接替内阁空缺。这6位内阁成员的职务分别为第一副总理、财政部部长、国防部部长、交通、运输、建筑和城市建设部部长、健康部部长、环境和旅游部部长。新内阁成员人选随即提交总统审批。总统须按照规定在一周内对是否同意以上人选作出答复。2012年1月27日，国家大呼拉尔全体会议决定取消第一副总理的职位，并通过了5位部长的职务任命。2012年1月30日，以巴特包勒德为首的新政府组成。

## 组成
2012年1月改组后的15位内阁阁员为：
- 总理：苏赫巴托尔·巴特包勒德（蒙古人民党）
- 副总理：米耶贡布·恩赫包勒德（蒙古人民党）
- 部长、政府办公厅主任：其米德·呼日勒巴特尔（蒙古人民党）
- 对外关系部部长：贡布扎布·赞达沙塔尔（蒙古人民党）
- 食品、农业和轻工业部部长：滕金·巴达木朱奈（蒙古人民党）
- 社会福利和劳动部部长：图格斯扎尔格勒·冈迪（蒙古人民党）
- 矿产资源和能源部部长：达希道尔吉·卓力格特（蒙古人民党）
- 教育、科学和文化部部长：云登·奥特根巴亚尔（蒙古人民党）
- 法律和内务部部长：曾德·尼亚木道尔吉（蒙古人民党）
- 国防部部长：扎丹巴·恩赫巴亚尔（蒙古人民党）
- 财政部部长：达木丁·哈音夏尔瓦（蒙古人民党）
- 交通、运输、建筑和城市建设部部长：策德布·达希道尔吉（蒙古人民党）
- 环境和旅游部部长：达木丁·朝格特巴特尔（蒙古人民党）
- 健康部部长：尼亚木达瓦·呼日勒巴特尔（蒙古人民党）